# Sex and the City (film)
Sex and the City er en amerikansk romantisk komedie-film fra 2008 baseret på tv-serien af samme navn (der selv bygger på en roman af samme navn af Candace Bushnell) som handler om de fire veninder: Carrie Bradshaw (Sarah Jessica Parker), Samantha Jones (Kim Cattrall), Charlotte York Goldenblatt (Kristin Davis), og Miranda Hobbes (Cynthia Nixon), og deres liv som 40-noget-årige i New York City. Serien portrætterer ofte åbenhjertige diskussioner om romantik og seksualitet.

## Rolleliste
- Sarah Jessica Parker som Carrie Bradshaw
- Kim Cattrall som Samantha Jones
- Kristin Davis som Charlotte York Goldenblatt
- Cynthia Nixon som Miranda Hobbes
- Chris Noth som John James "Mr. Big" Preston
- Jennifer Hudson som Louise, Carries assistant
- David Eigenberg som Steve Brady
- Jason Lewis som Smith Jerrod
- Evan Handler som Harry Goldenblatt
- Willie Garson som Stanford Blatch
- Mario Cantone som Anthony Marantino
- Lynn Cohen som Magda
- Candice Bergen som Enid Frick
- Annaleigh Ashford som forkælet "Label Queen"
- Andre Leon Talley (cameo) som Vogue executive
- Joseph Pupo som Brady Hobbes, Miranda og Steves søn
- Alexandra og Parker Fong som Lily York Goldenblatt, Charlotte og Harrys datter
- Gilles Marini som Dante
- Monica Mayhem som Dantes elsker #1
- Julie Halston som Bitsy von Muffling
- Daphne Rubin-Vega som babypigestemme